# Nephrotoma hamulifera
Nephrotoma hamulifera är en tvåvingeart som beskrevs av Alexander 1967. Nephrotoma hamulifera ingår i släktet Nephrotoma och familjen storharkrankar. Inga underarter finns listade i Catalogue of Life.